# Sänkisaari och Niittysaari
Sänkisaari och Niittysaari är en ö i Finland. Den ligger i Sulkavanjärvi och i kommunerna Pielavesi och Kiuruvesi och landskapet Norra Savolax, i den centrala delen av landet, 400 km norr om huvudstaden Helsingfors. Öns area är 11,6 hektar och dess största längd är 1,1 kilometer i nord-sydlig riktning.